# José Linhares
José Linhares (Baturité, Ceará, 28 de enero de 1886-Caxambu, Minas Gerais, 26 de enero de 1957) fue un abogado brasileño y presidente "de facto" de la república durante tres meses y cinco días, desde el 29 de octubre de 1945 hasta el 31 de enero de 1946. 
Linhares fue un destacado abogado que entró al Supremo Tribunal Federal de Brasil en el año 1937 después de una prestigiosa carrera. El 26 de mayo de 1945 asumió la presidencia del Tribunal y desempeñaba dicho cargo en el momento que un golpe de Estado incruento derrocaba a Getúlio Vargas de la presidencia de Brasil el 29 de octubre de 1945.

## Gobierno provisorio
Linhares ejerció la presidencia de la república "de facto" al ser convocado para este fin por las Fuerzas Armadas, en tanto resultaba ser la máxima autoridad civil después del presidente de la República como Presidente del Supremo Tribunal Federal de Brasil. Linhares asumió el mando presidencial el 30 de octubre de ese mismo año, pactando con los militares en dirigir una administración provisoria "de facto" hasta que se eligiese un nuevo presidente.
Linhares garantizó la realización de elecciones presidenciales del 2 de diciembre de 1945, pero aprovechó su breve mandato de tres meses para entregar altos puestos administrativos a muchos parientes suyos, causando comentarios burlones de la población como la frase "Os Linhares são milhares!" (en portugués "¡Los Linhares son millares!"). El 31 de enero de 1946 Linhares entregó la presidencia al general Eurico Gaspar Dutra, ganador de las elecciones de 1945 y participante en el derrocamiento de Getúlio Vargas.